# Convergência Social
O Convergência Social (em espanhol: Convergencia Social, CS) foi um partido político chileno fundado em 2018 como resultado da fusão dos movimentos políticos Movimento Autonomista, Esquerda Libertária (boa parte do referido movimento retirou-se em dezembro de 2019), Nova Democracia e Socialismo e Liberdade, todos integrantes da Frente Ampla até aquele momento. Define-se como um partido de "caráter feminista, socialista, emancipatório, contribuindo para a construção de uma “vida digna”, e de uma nova relação em relação aos bens comuns e aos seus povos".
Em 17 de janeiro de 2020, apresentou ao Serviço Eleitoral do Chile (Servel) o número de assinaturas necessárias para ser legalizado. Sua presidente, Alondra Arellano, tornou-se a militante mais jovem da história do Chile a liderar um partido político. Nas eleições de 2021, com a candidatura de Gabriel Boric, conseguiram o acesso à presidência da República, sendo o partido mais jovem a vencer uma eleição presidencial na história do país.
Em 19 de abril de 2024, iniciou o processo de fusão com o partido Revolução Democrática para criar uma nova sigla chamada Frente Ampla, em substituição à coligação homônima.

## Ideologia

### Princípios programáticos
De acordo com seu estatuto, o CS estava comprometido com uma "sociedade socialista, democrática, libertária e feminista por meio do fortalecimento e aprofundamento da democracia econômica, social e institucional". Defendia a emancipação de toda exploração e sujeição da vida, um feminismo que compreende as relações entre patriarcado e capital e questiona as estruturas produtivas e reprodutivas, o reconhecimento da diversidade dos povos originários existentes antes da configuração do Estado Nação, e um Estado plurinacional. Criticava o extrativismo ligado aos interesses das empresas transnacionais. Para o CS, a nacionalização dos bens extrativistas supunha condições diferentes de bem-estar social.
Em seu estatuto, também considerava que as transformações sociais e institucionais fazem parte de um projeto histórico socialista e devem envolver uma redistribuição de poder e uma democracia radical para uma nova ordem social, no quadro de um projeto soberano, independente, nacional e integrado ao continente, com pleno respeito aos direitos humanos.
Seus princípios estavam enquadrados nos "valores de igualdade e liberdade dos membros da sociedade chilena, luta contra a discriminação, individualismo, corrupção e a construção de um quadro institucional e um modelo inclusivo de desenvolvimento", baseado nos princípios da probidade, participação e transparência, que permitem o desenvolvimento de comunidades, regiões e etnias, com plena igualdade de oportunidades, respeito ao meio ambiente, identidades e cultura.

### Relações internacionais
O CS mantinha relações com diferentes organizações, partidos e movimentos a nível internacional. O partido tinha presença orgânica no exterior através de seu Território Internacional (TI), com militantes em diversos países das Américas, da Europa e da Oceania, com duas bases estabelecidas em relação à distribuição geográfica: a Base Europa e a Base América/Oceania. O TI era o principal elo com as organizações políticas e sociais dos países onde seus militantes estão localizados, além de gestor da entrada do CS como membro pleno da Internacional Progressista, sendo a única sigla chilena a fazê-lo.

## Resultados eleitorais

### Eleições presidenciais
| Ano  | Candidato(a)  | 1° turno  | 1° turno   | 2° turno  | 2° turno   | Resultado |
| Ano  | Candidato(a)  | Votos     | %          | Votos     | %          | Resultado |
| ---- | ------------- | --------- | ---------- | --------- | ---------- | --------- |
| 2021 | Gabriel Boric | 1,815,024 | 25,8 / 100 | 4,620,890 | 55,9 / 100 | Eleito    |

### Eleições municipais
| Ano  | Prefeitos | Prefeitos  | Prefeitos | Conselheiros | Conselheiros | Conselheiros |
| Ano  | Votos     | %          | Assentos  | Votos        | %            | Assentos     |
| ---- | --------- | ---------- | --------- | ------------ | ------------ | ------------ |
| 2021 | 53,953    | 0,85 / 100 | 2 / 345   | 183,528      | 3,02 / 100   | 51 / 2 252   |

### Eleições para Convenção Constitucional
| Ano  | Votos   | %          | Assentos |
| ---- | ------- | ---------- | -------- |
| 2021 | 184,327 | 3,23 / 100 | 6 / 155  |

### Eleições parlamentares
| Ano  | Deputados | Deputados  | Deputados | Senadores | Senadores  | Senadores |
| Ano  | Votos     | %          | Assentos  | Votos     | %          | Assentos  |
| ---- | --------- | ---------- | --------- | --------- | ---------- | --------- |
| 2021 | 287,190   | 4,54 / 100 | 9 / 155   | 59,493    | 1,28 / 100 | 0 / 50    |

### Eleições de conselheiros regionais
| Ano  | Votos   | %          | Assentos |
| ---- | ------- | ---------- | -------- |
| 2021 | 217,259 | 3,54 / 100 | 10 / 302 |